# 1851 az irodalomban
Az 1851. év az irodalomban.

## Események
- Arany János ősszel Nagykőrösre költözik, ahol a református gimnázium tanára lesz

## Megjelent új művek

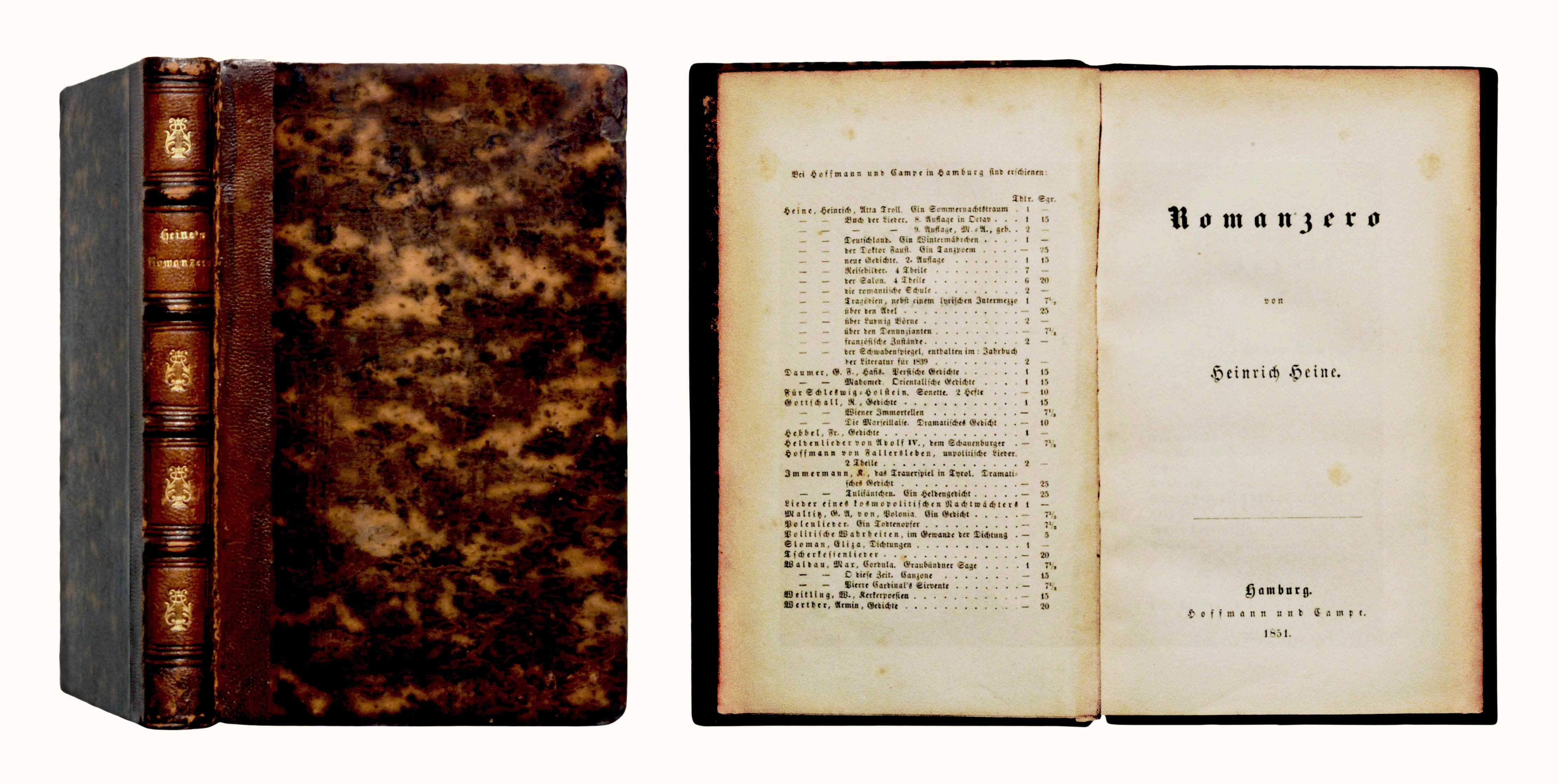
Heinrich Heine verseskötete: Romanzero

- Egy amerikai lapban elkezdődik Harriet Beecher Stowe regénye, a Tamás bátya kunyhója (Uncle Tom's Cabin) közlése folytatásokban (1851–1852)
- Nathaniel Hawthorne amerikai író regénye: A hétormú ház (The House of the Seven Gables)
- Herman Melville amerikai író regénye: Moby Dick (Moby-Dick; or, The Whale)
- Henry Murger francia szerző munkája: Scènes de la vie de bohème (Jelenetek a bohém-világból). Puccini e mű alapján készítette nevezetes operáját[1]
- John Ruskin angol művészettörténész, esztéta nagy munkájának első kötete: Velence kövei (The Stones of Venice); a további két kötet 1853-ban jelenik meg

### Költészet
- Heinrich Heine Romanzero (Románckönyv) című verseskötete, benne többek között Mit nekem már cifra zsoltár… (Lass die heil'gen…) és Morphine (Morfium) című verse[2]

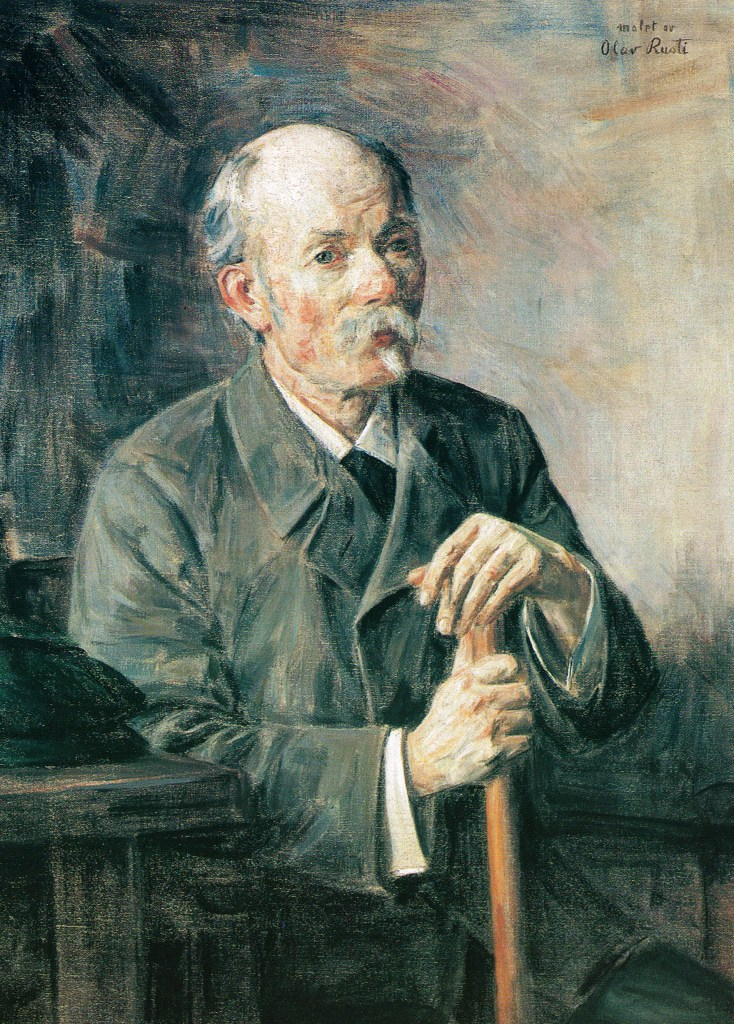
Arne Garborg

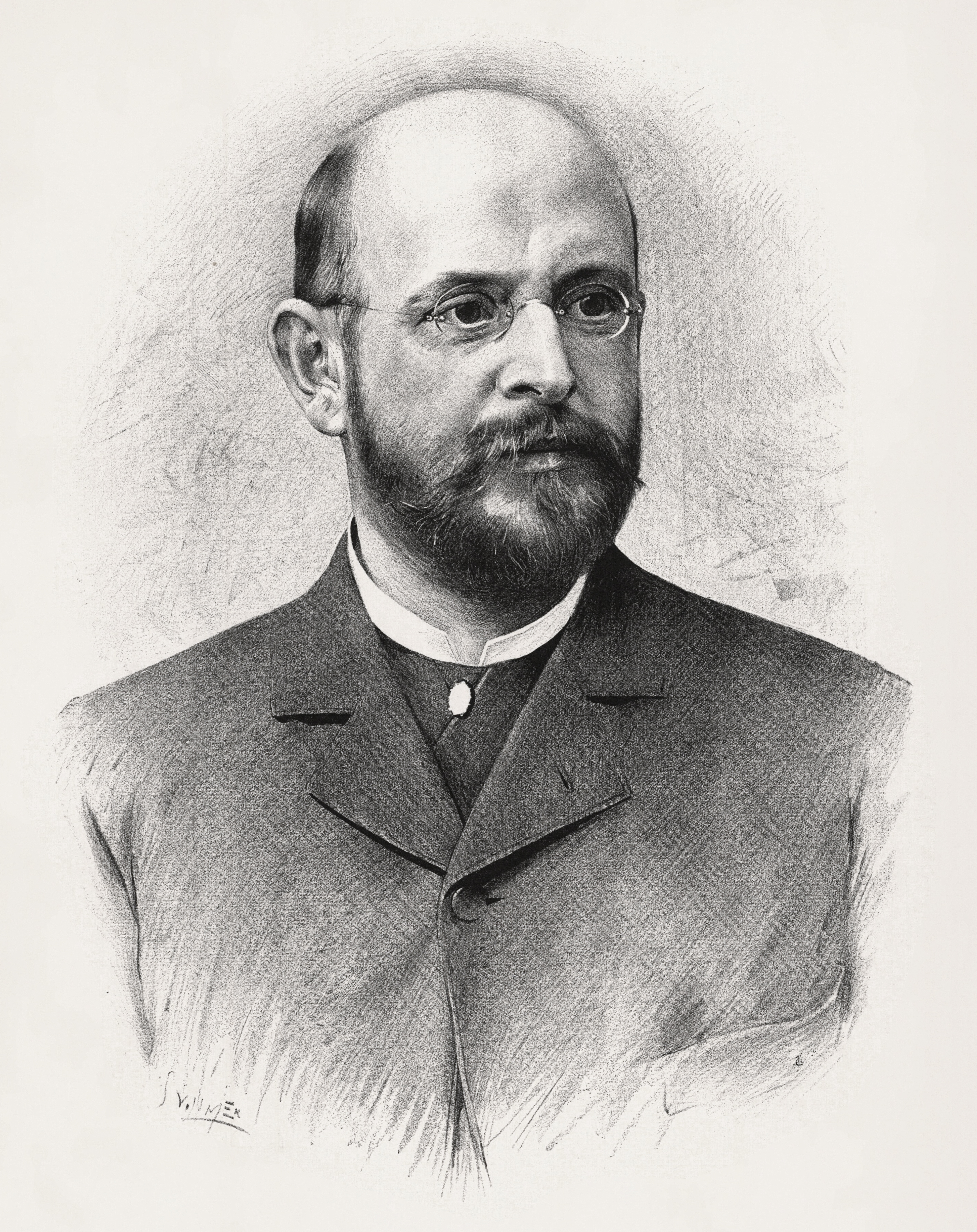
Alois Jirásek

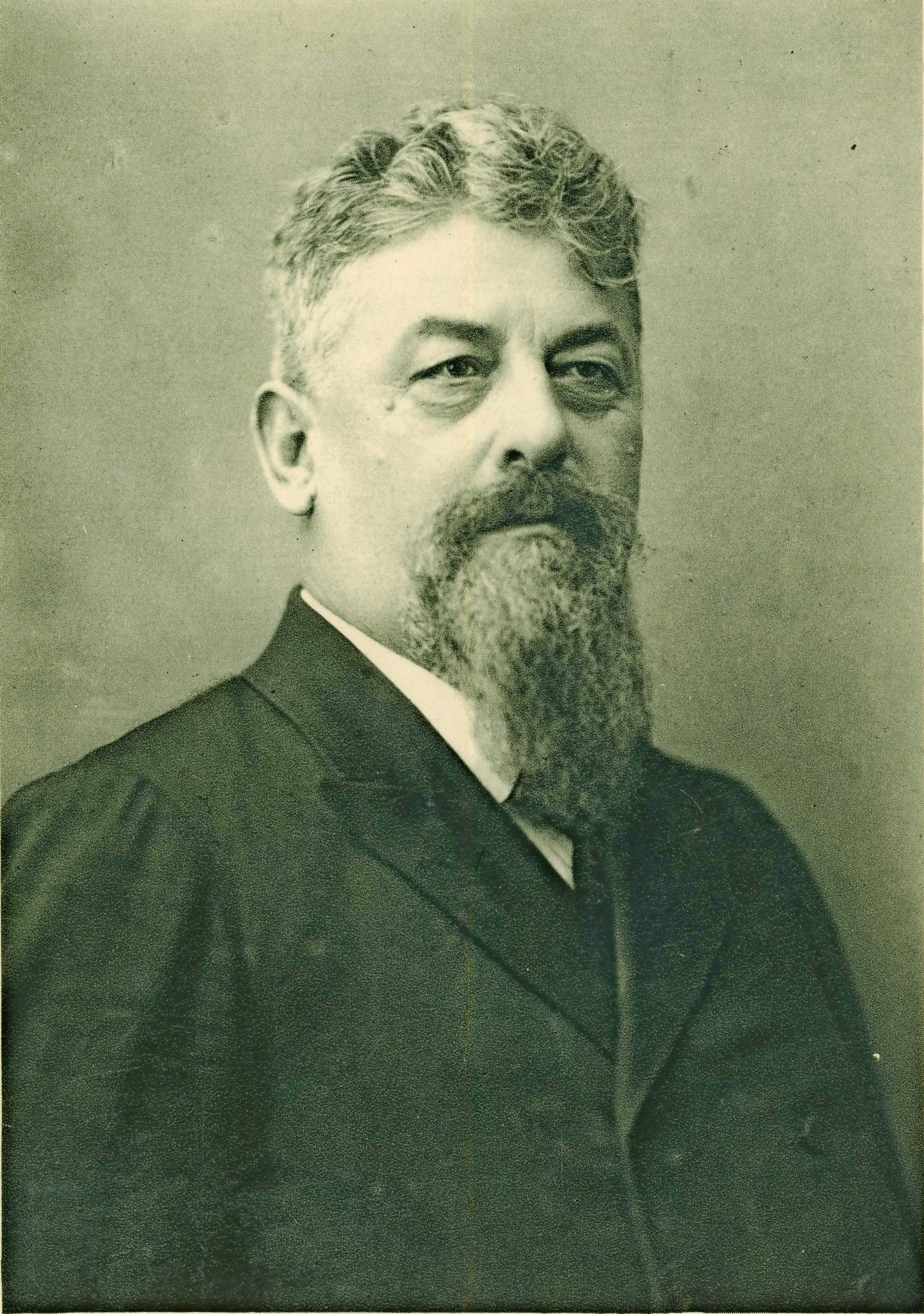
Ivan Tavčar

### Dráma
- Eugène Labiche francia szerző énekes bohózata: Un chapeau de paille d'Italie (Olasz szalmakalap), bemutató Párizsban
- Eugène Scribe vígjátéka: Bataille de Dames (Hölgyválasz)

### Magyar nyelven
- Jókai Mór: Egy bujdosó naplója (novellák, Sajó álnév alatt jelenik meg)
- Emich Gusztáv – elkobzott, forgalomba nem került – Petőfi-kiadásában először jelenik meg Petőfi Sándor verses regénye, Az apostol. (Másodszor Müller Gyula 1862. évi naptárában jelent meg, de mindkét kiadás szövege használhatatlan. Az első jó szöveg az 1874. évi díszkiadásban látott napvilágot).[3]
- Bécsben jelenik meg Eötvös József A XIX. század uralkodó eszméinek befolyása az álladalomra című tanulmányának első kötete (a második kötet Pesten 1854-ben)
- Toldy Ferenc: A magyar nemzeti irodalom története. (Ó- és középkor).

## Születések
- január 25. – Arne Garborg norvég író († 1924)
- augusztus 23. – Alois Jirásek cseh regényíró, akit a cseh realista dráma megteremtőjének is tartanak († 1930)
- augusztus 28. – Ivan Tavčar szlovén író, politikus, újságíró, a realizmus korának egyik első szlovén prózaírója († 1923)

## Halálozások
- február 1. – Mary Shelley angol romantikus író, Percy Bysshe Shelley felesége  (* 1797)
- február 5. – Petrichevich-Horváth Lázár író, lapszerkesztő (* 1807)
- március 13.– Karl Lachmann német filológus (* 1793)
- március 28. – Döbrentei Gábor magyar költő, fordító, szerkesztő (* 1785)
- április 21. – Kelmenfy László író, kritikus, drámaíró, műfordító (* 1815)
- szeptember 14. – James Fenimore Cooper, a 19. század első évtizedeinek egyik legnépszerűbb amerikai írója, kalandos tengeri és indián történetek szerzője (* 1789)
- december 23. – Giovanni Berchet olasz költő (* 1783)